# Amastus maasseni
Amastus maasseni là một loài bướm đêm thuộc phân họ Arctiinae, họ Erebidae.